# Aroa interrogationis
Aroa interrogationis är en fjärilsart som beskrevs av Collenette 1938. Aroa interrogationis ingår i släktet Aroa och familjen tofsspinnare. Inga underarter finns listade i Catalogue of Life.